# Adrigole
Adrigole (iriska: Eadargóil) är en ort i republiken Irland.   Den ligger i grevskapet County Cork och provinsen Munster, i den sydvästra delen av landet. Adrigole ligger 8 meter över havet och antalet invånare är 450.
Terrängen runt Adrigole är kuperad. Havet är nära Adrigole åt sydost. Kring Adrigole finns gräsmarker, skog och hed.